# Зелёный Гай (Субботцевская сельская община)
Зелёный Гай (укр. Зелений Гай) — село в Субботцевской сельской общине Кропивницкого района Кировоградской области Украины.
До 2020 года входило в Знаменский район
Население по переписи 2001 года составляло 280 человек. Почтовый индекс — 27441. Телефонный код — 5233. Занимает площадь 1,889 км². Код КОАТУУ — 3522287403.